# Bolborhinum laessicolle
Bolborhinum laessicolle es una especie de coleóptero de la familia Geotrupidae.

## Distribución geográfica
Habita en Argentina y Chile.